# Lance Bade
Lance Bade (Vancouver, 6 febbraio 1971) è un ex tiratore a volo statunitense, specializzato nella fossa olimpica, vincitore della medaglia di bronzo a Atlanta 1996.
Sempre ad Atlanta gareggiò anche nel double trap.
Bade ha partecipato anche ai Giochi di Sydney 2000, chiudendo 16° nel trap e 6° nel double trap, e di Atene 2004, classificandosi quinto nel trap.
In carriera vanta quattro argenti e sei bronzi ai campionati mondiali di tiro, oltre a quattro ori e due argenti ai Giochi panamericani e otto titoli nazionali conquistati tra il 1998 ed il 2004.

## Palmarès
- Giochi Olimpici

Atlanta 1996: bronzo nel trap.
- Campionati mondiali di tiro

Barcellona 1993: argento nel trap a squadre.
Milano 1994: bronzo nel trap.
Nicosia 1995: bronzo nel trap a squadre e nel double trap a squadre.
Lima 1997: bronzo nel double trap a squadre.
Tampere 1999: bronzo nel trap a squadre.
Barcellona 1998: argento nel trap e nel trap a squadre.
Il Cairo 2001: argento nel trap a squadre.
Zagabria 2006: bronzo nel trap a squadre.
- Giochi panamericani

Mar del Plata 1995: oro nel trap e nel trap a squadre, argento nel double trap a squadre.
Winnipeg 1999: oro nel double trap, argento nel double trap.
Santo Domingo 2003: oro nel trap.